# FernGully: The Last Rainforest
 FernGully: The Last Rainforest és una pel·lícula d'animació australiano-estatunidenca de Bill Kroyer estrenada el 1992.

## Argument
Al bosc de FernGully, Crysta, una petita fada, s'assabenta de la màgia de les plantes i la història del seu poble. L'esperit Màgia-lluna protegeix l'equilibri del clan de les fades. Crysta decideix partir a l'aventura a la muntanya del perill, on trobarà Zak, un jove humà. Volent ajudar-lo, li va llançar un sortilegi que el va fer tan petit com ella. El porta llavors al bosc. Zak formava part de l'equip encarregat de tallar el bosc. La fada Crysta li comunica com viure en harmonia amb la naturalesa, després el lliga al bosc i renuncia a tallar els arbres. Desgraciadament, els altres humans el continuen tallant i alliberen Hexxus, el geni de la destrucció. Junts Zak i Crysta intentaran impedir que els humans i l'esperit del mal destrueixin el bosc.
Una continuació va sortir el 1998: FernGully 2: The Magical Rescue.

## Repartiment
- Samantha Mathis: Crysta
- Jonathan Ward: Zak
- Robin Williams: Batty
- Christian Slater: Pips
- Tim Curry: Hexxus
- Grace Zabriskie: Magie Lune
- Geoffrey Blake: Ralph
- Robert Pastorelli: Tony
- Cheech Marin: Stump
- Tommy Chong: Root
- Tone Loc: Goanna
- Kathleen Freeman: l'anciana

## Producció
El temps de producció es va escurçar per l'ús d'animació informàtica per crear elements com estols d'ocells que haurien necessitat molt més temps per fer-ho tradicionalment

## Banda sonora
La música de FernGully va ser composta per Alan Silvestri. L'àlbum de la banda sonora va ser editat per MCA Records amb les següents cançons:
1. "Life Is a Magic Thing", Johnny Clegg (escrita per Thomas Dolby)
2. "Batty Rap", Robin Williams (escrita per Thomas Dolby)[3]
3. "If I'm Gonna Eat Somebody (It Might as Well Be You)", Tone Lōc[3]
4. "Toxic Love", Tim Curry (escrita per Thomas Dolby)[3]
5. "Raining Like Magic", Raffi
6. "Land of a Thousand Dances", Guy
7. "Dream Worth Keeping", Sheena Easton
8. "Some Other World", Elton John (escrita per Elton John i Bruce Roberts)

## Rebuda
La rebuda tant del públic com de la crítica va ser positiva. Rotten Tomatoes donava a la pel·lícula un índex d'aprovació d'un 69% basat en 13 ressenyes (9 positives, 4 negatives El crític cinematogràfic Roger Ebert donava tres de quatre estrelles, deia que la pel·lícula era visualment molt agradable," donava una "lliçó útil", "i encara que la pel·lícula no és una obra mestra és agradable veure el seu humor i dolçor The Austin Chronicle afegia que la pel·lícula era "divertida, màgica, bonica, estranya." Janet Maslin de The New York Times tenia una impressió adversa de la pel·lícula, descrivint-la com "una incerta barreja de principis beats i estètica de dibuixos animats de matí de dissabte"
Alguns espectadors han comentat que la pel·lícula de 2009 Avatar fa servir elements temàtics i de trama utilitzats a FernGully: The Last Rainforest